# Nawal El Jack
Nawal El Jack (* 17. Oktober 1988 in Khartum) ist eine sudanesische Sprinterin, die sich auf die 400 Meter spezialisiert hat. 

## Erfolge
2005 bei den Jugend-Weltmeisterschaften gewann sie Gold. Bei den Junioren-Weltmeisterschaften 2006 gewann sie Bronze. 2007 bei den Panafrikanischen Spielen wurde sie über die 400 Meter Vierte und gewann über die 4-mal-400-Meter-Staffel Bronze. 2008 bei den Afrikameisterschaften 2008 wurde sie über die 400 Meter Fünfte und Sechste über die 4-mal-400-Meter-Staffel.